# Metodistkyrkan i USA
Metodistkyrkan i USA (The Methodist Church) var ett amerikanskt trossamfund mellan 1939 och 1968.
Det bildades 1939 genom samgående mellan the Methodist Episcopal Church, the Methodist Episcopal Church, South och the Methodist Protestant Church.
Samfundet gick 1968 ihop med Evangeliska Förenade Brödrakyrkan och bildade Förenade Metodistkyrkan.

## Källa
- Methodist Church History av Mary Fairchild